# Liste des administrateurs coloniaux de Mayotte

## Histoire administrative de la colonie de Mayotte
La prise de possession de Mayotte par le capitaine Pierre Passot s'effectue officiellement le 13 juin 1843 en application d'un traité conclu le 25 avril 1841 avec le sultan Andriantsoly.
L'île dépend initialement de l'autorité du commandant supérieur de Nosy Be en vertu d'une ordonnance du 29 août 1843 qui place Mayotte et Sainte-Marie de Madagascar sous sa direction.
La fonction de commandant supérieur de Mayotte et ses dépendances est instituée en 1844 lorsque l'île est détachée de l'établissement de Nosy Be.
Elle perd son autonomie pour être placée sous l'autorité du gouverneur de La Réunion en 1878.
La colonie de Mayotte et dépendances devient une entité administrative de plein droit dirigée par un gouverneur de plein exercice en 1886. Son premier gouverneur entre en fonction en 1887.
Un décret du 28 janvier 1896 supprime le gouvernement de Mayotte. La colonie est dès lors dirigée par des administrateurs supérieurs subordonnés au gouverneur de La Réunion.
À partir de 1908, les administrateurs supérieurs de Mayotte changent de tutelle. Ils dépendent désormais de l'autorité hiérarchique du Gouverneur général de Madagascar. Mayotte est incorporée à l'entité des Comores à compter du 25 juillet 1912.
Le territoire des Comores devient le 27 octobre 1946 un territoire d'outre-mer (TOM) administrativement détaché de Madagascar.

## Commandants supérieurs de Mayotte et ses dépendances (1844-1878)
| Date d'entrée en fonction             | Titulaire |
| ------------------------------------- | --- |
| 10 novembre 1844 (date de nomination) | Paul-Charles-Alexandre-Léonard Rang, capitaine de corvette, commandant supérieur de Nosy Be                                                    |
| 16 juin 1844                          | Charles-Louis-Adolphe Thiébault, capitaine d'infanterie de Marine, commandant supérieur de Nosy Be par intérim                                 |
| 22 octobre 1844                       | Auguste-Noël Lebrun, chef de bataillon d'infanterie de Marine, commandant supérieur de Mayotte par intérim                                     |
| 5 janvier 1846                        | Pierre Passot, chef de bataillon d'infanterie de Marine, commandant supérieur puis commissaire de la République                                |
| 9 décembre 1849                       | Stanislas-Fortunat Livet, chef de bataillon du génie                                                                                           |
| 15 juin 1851                          | Philibert-Augustin Bonfils, capitaine de frégate                                                                                               |
| 18 octobre 1853 (date de nomination)  | André Brisset, capitaine d'infanterie de Marine                                                                                                |
| 11 septembre 1855                     | André-César Vérand, commissaire de la Marine                                                                                                   |
| 11 décembre 1857                      | Charles-Auguste Morel, lieutenant-colonel d'infanterie de Marine                                                                               |
| 14 août 1860 (date de nomination)     | Charles-Louis-Benjamin Gabrié, commissaire de la Marine                                                                                        |
| 10 décembre 1864                      | Joseph-Vincent-Christophe Colomb, colonel d'infanterie de Marine                                                                               |
| 8 juillet 1868                        | Joseph-Jean-Ferdinand Hayes, commissaire de la Marine, commandant par intérim                                                                  |
| 15 avril 1869                         | Louis Leguay, commissaire adjoint de la Marine, commandant par intérim                                                                         |
| 21 mai 1869                           | Joseph-Vincent-Christophe Colomb, colonel d'infanterie de Marine                                                                               |
| 4 mars 1871                           | Patrice-Louis-Jules Ventre de la Touloubre, commissaire de la Marine, commandant par intérim ; devenu commandant titulaire le 19 décembre 1871 |
| 1er mars 1875                         | Claude-Michel-Jacques-Louis François Fontaine, commissaire de la Marine, commandant par intérim                                                |
| 16 septembre 1875                     | François-Marie Ferriez, commissaire-adjoint de la Marine, commandant par intérim                                                               |
| 26 décembre 1875                      | Patrice-Louis-Jules Ventre de la Touloubre, commissaire de la Marine                                                                           |

## Commandants de Mayotte, sous l'autorité du gouverneur de la Réunion (1878-1887)
| Date d'entrée en fonction | Titulaire                                                                           |
| ------------------------- | ----------------------------------------------------------------------------------- |
| 2 janvier 1878            | Jean Roblin, sous-agent comptable, commandant par intérim                           |
| 9 décembre 1878           | Charles-Honoré Vassal, commissaire adjoint de la Marine                             |
| 7 septembre 1879          | Charles-André-Jules Bayet, commissaire adjoint de la Marine, commandant par intérim |
| 16 décembre 1879          | Louis-Edouard Sasias, commissaire adjoint de la Marine, commandant par intérim      |
| 31 décembre 1879          | François-Aimé-Marie-Edmond Ferriez, commissaire adjoint de la Marine                |
| 3 mars 1885               | Anne-Léodor-Philotée Metellus Gerville-Réache,                                      |
| 19 août 1887              | Paul-Louis-Maxime Céloron de Blainville,                                            |

## Gouverneurs de Mayotte (1887-1896)
| Date d'entrée en fonction | Titulaire                                |
| ------------------------- | ---------------------------------------- |
| 5 septembre 1887          | Paul-Louis-Maxime Céloron de Blainville, |
| 4 mai 1888                | Pierre-Louis-Clovis Papinaud,            |
| 25 avril 1893             | Théodore Lacascade,                      |

## Administrateurs en chef de Mayotte et dépendances, subordonnés au Gouverneur de la Réunion (1896-1908)
| Date d'entrée en fonction            | Titulaire                                                                       |
| ------------------------------------ | ------------------------------------------------------------------------------- |
| 30 mars 1896                         | Auguste Pereton,                                                                |
| 5 août 1897                          | Louis-Alexandre-Antoine Mizon, lieutenant de vaisseau hors cadres               |
| mars 1899                            | Pierre-Louis-Clovis Papinaud,                                                   |
| 1900                                 | Pierre-Hubert-Auguste Pascal, gouverneur de 3e classe des colonies              |
| 1902                                 | Louis-Célestin-Jean-Baptiste Lemaire, administrateur de 2e classe des colonies  |
| 1902                                 | Alfred-Albert Martineau, gouverneur des colonies                                |
| 1er juin 1904                        | Jules Martin, gouverneur par intérim                                            |
| 20 février 1905 (date de nomination) | Jean-Auguste-Gaston Joliet, ancien préfet, gouverneur de 3e classe des colonies |
| 3 mars 1906 (date de nomination)     | Fernand Foureau, gouverneur de 1re classe des colonies                          |
| 26 décembre 1907                     | Paul-Désiré Patté, gouverneur des colonies                                      |

## Administrateurs supérieurs de Mayotte et dépendances, subordonnés au Gouverneur général de Madagascar (1908-1946)
| Date d'entrée en fonction | Titulaire |
| ------------------------- | --- |
| 8 septembre 1908          | Charles-Henri-Edouard-André Vergnes, administrateur en chef de 1re classe des colonies                                      |
| 31 mars 1909              | Ernest-Michel Bonneval, administrateur en chef de 3e classe des colonies                                                    |
| 21 mars 1910              | Michel-Joseph-Paul Astor, administrateur en chef de 2e classe des colonies, administrateur supérieur de Mayotte par intérim |
| 24 juillet 1911           | Frédéric Estèbe, administrateur en chef de 1re classe des colonies                                                          |
| 28 septembre 1911         | Gabriel-Samuel Garnier-Mouton, administrateur en chef de 1re classe des colonies                                            |